# Calera de Barquín

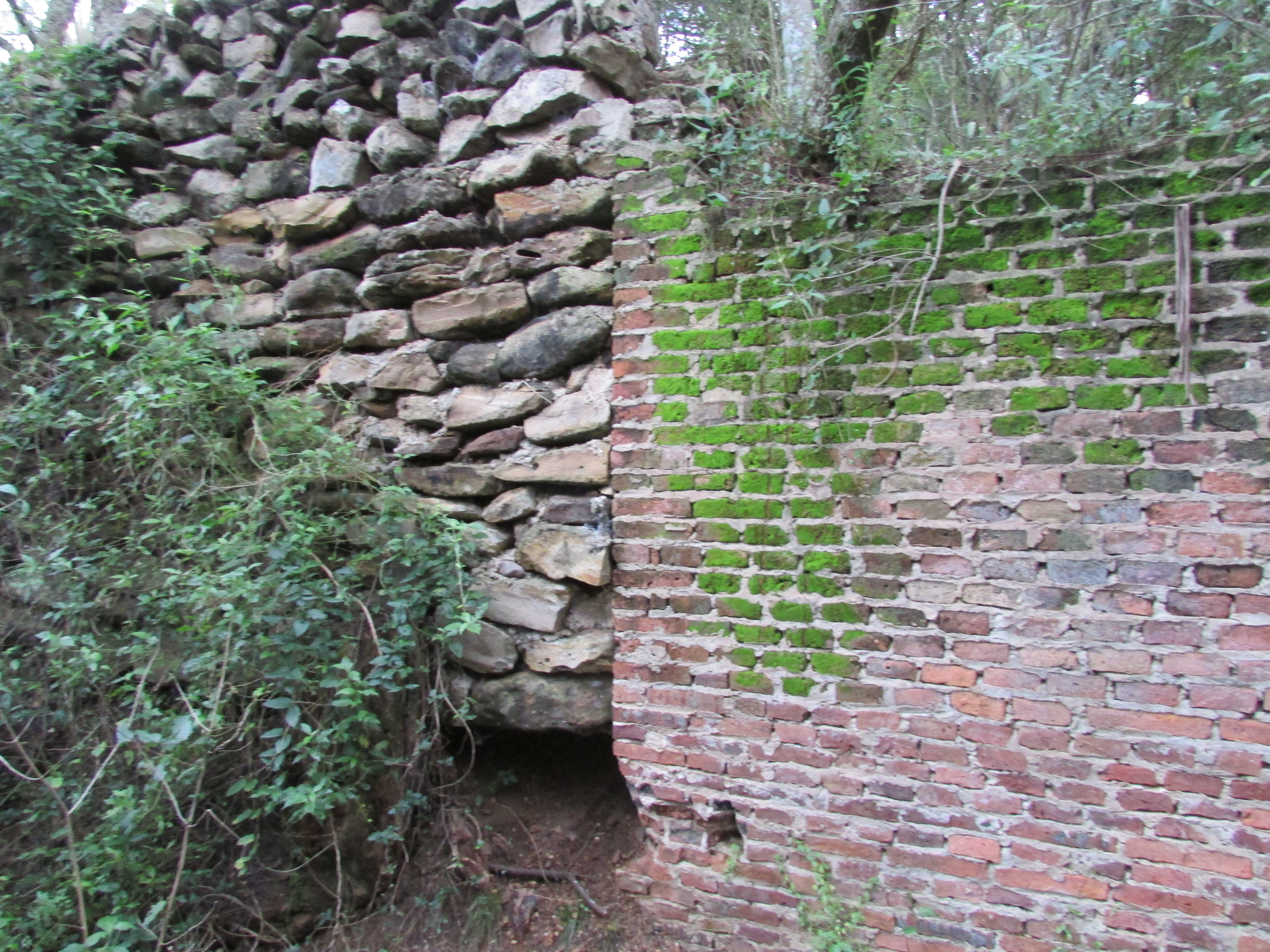
A la izquierda, edificación de la Calera de Barquín del. A la derecha, construcción del para la extracción y lavado de ripio.

Las ruinas de la Calera de Barquín son un sitio histórico de la provincia de Entre Ríos en Argentina, que se halla en la margen derecha del río Uruguay dentro del parque nacional El Palmar, departamento Colón, a 31°52′27″S 58°12′31″O / -31.87417, -58.20861. El sitio es uno de los establecimientos coloniales más antiguos de la provincia. Su función fue la de explotar yacimientos de calizas organógenas. 

## Historia
Desde 1650 los indígenas de las misiones de la Compañía de Jesús en el río Uruguay medio, cuya misión principal era la Reducción de Yapeyú, operaron una fábrica de cal en el lugar denominado Vuelta de San José. En 1768 el gobernador del Río de la Plata, Francisco de Paula Bucarelli y Ursúa, para cumplir con la Pragmática Sanción del rey Carlos III de fecha 27 de febrero de 1767, organizó una expedición de 1500 soldados que remontó el río Uruguay para expulsar a los jesuitas de las Misiones guaraníes. Desde ese momento la calera dejó de ser explotada y la propiedad de los campos jesuitas pasó a juntas de Temporalidades para su venta.
El 12 de marzo de 1778 el primer virrey del Río de la Plata, Pedro de Ceballos, dictó un bando nombrando al comerciante porteño natural de Cantabria, Manuel Antonio Barquín, como veedor para impedir las matanzas de ganado vacuno cimarrón entre el río Yí en la Banda Oriental y el río Paraná. El veedor debía organizar un servicio policial para imponer el orden en la región y prevenir un posible avance portugués, para lo cual se le asignó una partida de 24 soldados y 2 comisionados «a su costa y mención». Barquín compró a la Junta de Temporalidades de Santa Fe la calera jesuítica de la Vuelta de San José y volvió a ponerla en funcionamiento, pasando a ser conocida como Calera de Barquín, estableciéndose allí. La cal extraída era enviada vía fluvial a Buenos Aires y a Montevideo, estableciéndose en el lugar empleados y esclavos que trabajaban en la calera, los cuales contaban para su manutención con una estancia que proveía de ganado y otros víveres. Fueron además construidos en el lugar almacenes para los sacos de cal que se techaban con hojas de palmera, residencias para el personal y un oratorio. La estancia tenía sus propios sembrados. La calera fue una de las primeras que proveyó cal a Buenos Aires, permitiendo la construcción de casas de más de una planta.
En 1782 el virrey Juan José de Vértiz y Salcedo relevó de sus funciones a Barquín, nombrando a Tomás de Rocamora como comisionado. A falta de una capilla, al año siguiente se dispuso que el capellán nombrado para ejercer en esa zona de Entre Ríos ocupara el oratorio de la calera: para que se cumpliera la disposición testamentaria del finado Domingo Medina, sobre erección de un oratorio ... dispuso al Capellán cumpliera sus funciones ... hasta tanto que se haga el oratorio, en el de don Manuel Barquín ...
La Calera de Barquín fue visitada por el geógrafo y piloto de la Armada española Andrés de Oyarvide en marzo de 1796 cuando regresaba a Buenos Aires tras participar en la demarcación de límites con Portugal. Oyarvide escribió en su Memoria Geográfica:

Al principio entra una cañada del occidente, cuya orilla empieza á ser alta y escarpada de piedra, y á la 1/2 milla sobre dicha barranca queda al oeste por la latitud austral de 31° 50' 30", y sobre la márgen del rio la capilla y calera de Barquín, vecino de Buenos Aires, cuyos campos se ven cubiertos de palmas.

En la iglesia matriz de Concepción del Uruguay se encuentran los libros parroquiales con datos sobre nacimientos y defunciones en la Calera de Barquín, entre los cuales entre 1785 y 1811 hubo allí 25 fallecimientos y 49 bautismos. Para 1825 la calera estaba abandonada a causa de las guerras y en noviembre de ese año fue recuperada por la hija de Barquín, Bárbara, y se estableció allí la empresa británica River Plate Agricultural Association que al frente de John Thomas Barber Beaumont radicó 50 colonos británicos dedicados al cultivo de trigo, que poco después debieron abandonar el lugar. En 1857 la empresa Sociedad Arcos, Bilbao y Bragge se hizo cargo del lugar para explotar el fruto de la palmera yatay, pero poco después el área fue adquirida por Justo José de Urquiza a los sucesores de Barquín. En el siglo XX la empresa Salvia Hnos. comenzó allí la extracción de ripio, quedando algunas ruinas de sus actividades, entre ellas la playa de arena que se formó por el lavado del material extraído. Esta empresa ocupó parte de las ruinas y funcionó hasta poco antes de que la ley nacional 16802 del 23 de enero de 1966 iniciara las gestiones para la creación del parque nacional El Palmar, que fue delimitado por la ley 19689 del 15 de junio de 1972.
La Calera de Barquín fue utilizada durante las guerras que se desarrollaron en la región, ocupándola José Artigas desde 1811 hasta 1819. Durante la invasión luso-brasileña el guerrillero riograndense Bento Manuel Ribeiro cruzó por el Paso de San José del Uruguay desde Paysandú a nado el río Uruguay con 500 hombres de caballería. Durante la noche del 19 de mayo de 1818 atacó sorpresivamente por la espalda de la batería y flotilla artiguista del arroyo Perucho Verna. Lo cual significó la derrota y captura del comandante Gorgonio Aguiar con toda su fuerza de 200 soldados y sus 12 embarcaciones, para posteriormente ocupar la batería del Paso Vera y atacar Concepción del Uruguay, hecho recordado como Sorpresa del Arroyo de la China. 
Fue utilizada también por el Ejército Argentino durante la guerra del Brasil en 1826; el 21 de enero de 1842 Fructuoso Rivera cruzó allí con su ejército antes de la Batalla de Arroyo Grande. Fue ocupada por Ricardo López Jordán luego del asesinato de Urquiza en 1870. Durante la Rebelión Jordanista el 11 de octubre de 1873 se produjo el combate de Calera de Barquín, cuando el vapor Coronel Espora al mando del capitán Enrique Guillermo Howard destruyó una batería costera de dos piezas ligeras que el marino Juan Cabassa comandaba al frente de 200 fusileros.

## Situación actual
Las ruinas se hallan a unos 600 m al sur del campamento y de la intendencia del parque nacional, comunicadas por un sendero peatonal que recorre 1 km de selva en galería y bosque xerófito; y un camino vehicular de tierra de 2,5 km. En la costa, frente a las ruinas, se encuentra la playa y balneario de El Palmar. Las ruinas consisten en restos de dos hornos para la elaboración de cal viva, un embarcadero, 3 edificios y un cementerio. Los edificios de piedra mora superan los cuatro metros de altura y fueron construidos con argamasa de cal, barro y arena. Existe también un túnel que comunica las ruinas con el río Uruguay. En las ruinas de uno de los hornos se encuentra una imagen de santa Filomena. El sendero fue dotado en 1993 con 10 carteles, que explican detalles históricos de la calera. 
En 1998 la Administración de Parques Nacionales realizó un informe técnico demostrando que los campos del Palmar habían pertenecido a la Compañía de Jesús y que fueron adquiridos por Manuel Barquín a la Junta de Temporalidades de Santa Fe. En 2006 se conformó un grupo de investigación con sede en la Universidad del Salvador con el fin de reunir información sobre las actividades jesuitas en el bajo río Uruguay.